# Copilul fulgerului
Copilul fulgerului (titlu original: Powder) este un film SF fantastic dramatic din 1995 scris și regizat de Victor Salva. În rolurile principale joacă actorii Sean Patrick Flanery în rolul titular și Jeff Goldblum, Mary Steenburgen, Bradford Tatum și Lance Henriksen în roluri secundare.
Filmul este despre Jeremy "Powder" Reed, care are un intelect incredibil, precum și puteri paranormale și telepatie. Filmul pune întrebări privind limitele minții umane și ale trupului în timp ce arată dipoziția societății pentru cruzime și își exprimă speranța că umanitatea va avansa către o stare de înțelegere mai bună. Locurile de filmare au fost în jurul suburbiilor din Houston, San Antonio și Austin, Texas. A fost produs de studiourile Caravan Pictures și Hollywood Pictures și distribuit de Buena Vista Pictures.
Filmul a avut un succes financiar, dar recenziile critice au fost împărțite, iar lansarea filmului s-a impus cu controverse din cauza condamnării prealabile a lui Salva pentru abuz sexual asupra copiilor.

## Prezentare
Jeremy "Powder" Reed (Sean Patrick Flanery) este un tânăr albinos care are un intelect incredibil și este capabil să citească gândurile oamenilor din jurul său. Creierul lui Jeremy are o încărcătură electromagnetică puternică, ceea ce face ca obiectele electrice să funcționeze anormal atunci când este în jurul lor, în special atunci când devine prea emotiv. Încărcarea electromagnetică împiedică, de asemenea, creșterea părului de pe corpul său.
Mama lui Jeremy a fost lovită de fulger în timp ce era însărcinată cu el; ea a murit la scurt timp după lovitura de fulger, dar Jeremy a supraviețuit. Tatăl său l-a respins la scurt timp după nașterea prematură, iar el a fost crescut de bunici. Jeremy locuia în subsol și lucra la ferma lor, nu a părăsit niciodată proprietatea și a învățat tot ce știa din cărți. Este luat de acasă când bunicul său este găsit mort din cauze naturale. Jessie Caldwell (Mary Steenburgen), psiholog în domeniul serviciilor pentru copii, îl duce la un cămin de băieți, pentru că acum este în grija statului.
Jessie îl înscrie la liceu, unde Jeremy îl întâlnește pe profesorul de fizică Donald Ripley (Jeff Goldblum). Donald își dă seama că Jeremy are puteri supranaturale, precum și cel mai înalt coeficient de inteligență din istorie. În timp ce abilitățile sale îl marchează ca fiind deosebit, îl transformă și într-un proscris.
Într-o călătorie de vânătoare cu colegii de școală, Jeremy este amenințat cu o armă de John Box (Bradford Tatum), un student agresiv care îl privește ca pe un ciudat. Înainte ca John să poată trage, o armă se aude în depărtare și toată lumea se grăbește să vadă cum Harley Duncan (Brandon Smith), un adjunct al șerifului, a împușcat o căprioară. Supărat de moartea animalului, Jeremy atinge căprioara și pe Harley, inducându-i lui Harley ceea ce elevii presupun că este o convulsie. Harley recunoaște că Jeremy l-a făcut să simtă de fapt durerea și frica animalului muribund. Din cauza experienței, Harley își scoate toate armele din casa sa și renunță la vânătoare, deși șeriful Doug Barnum (Lance Henriksen) îi permite să rămână adjunct al șerifului fără armă letală.
Doug îl roagă pe Jeremy să-l ajute să vorbească cu soția sa muribundă prin telepatie. Prin Jeremy, șeriful află că soția sa se agață de viață, deoarece nu voia să plece fără verigheta și fără ca el să se împace cu fiul său înstrăinat. Ea îi spune că Steven a găsit inelul și că acesta a stat tot timpul într-o cutie de argint pe noptiera ei. Doug apoi pune inelul pe degetul soției sale și se împacă cu Steven, lăsându-și soția să moară în pace.
Jeremy o întâlnește pe Lindsey Kelloway (Missy Crider), de care era îndrăgostit, dar relația lor este întreruptă de tatăl lui Lindsey. Înainte de apariția acestuia, Jeremy îi spune lui Lindsey că poate vedea adevărul despre oameni: că sunt speriați și se simt deconectați de restul lumii, dar adevărul este că sunt conectați la tot ceea ce există.
Jeremy se întoarce la căminul de băieți și își împachetează bunurile, plănuind să fugă până la ferma sa. Se oprește în sala de sport pentru a se uita la un băiat care se spală, observând părul bogat de pe capul și corpul acestuia, ceva căruia lui lipsește, însă este surprins de John Box, care îl acuză de homosexualitate. John îi fură pălăria lui Jeremy și îl păcălește, dar Jeremy dezvăluie ceea ce-i spunea lui John tatăl său vitreg înainte să-l bată când avea de 12 ani, înfiorându-l. John și ceilalți băieți îl umilesc pe Jeremy, dezbrăcându-l și împingându-l. Puterile lui încep să se manifeste când nasturii băieților și orice alte obiecte metalice se rup. În cele din urmă, un mare impuls electromagnetic sferic erupe aruncându-l pe Jeremy într-o baltă de noroi și pe toți ceilalți la pământ. John este găsit nemișcat, cu inima oprită. Jeremy folosește un șoc electric pentru a-l reînvia.
Jeremy se întoarce la ferma unde a crescut, unde își dă seama că banca a vândut-o și că toate bunurile sale au fost luate. I se alătură Jessie, Donald și Doug, care îl conving pe Jeremy să vină cu ei pentru a găsi un loc în care să nu fie temut și neînțeles. În schimb, el fuge pe un câmp și îl lovește un fulger, făcându-l să dispară într-un fulger orbitor de lumină. Descărcarea electrică îi lovește ușor pe Jessie, Donald, Doug și Harley.

## Distribuție
- Sean Patrick Flanery ca Jeremy 'Powder' Reed
- Mary Steenburgen ca Jessie Caldwell
- Lance Henriksen ca șeriful Doug Barnum
- Jeff Goldblum ca profesor Donald Ripley
- Brandon Smith - ajutorul de șerif Harley Duncan
- Bradford Tatum - John Box
- Susan Tyrrell - Maxine
- Melissa Lahlitah Crider ca Lindsey Kelloway (menționată ca Missy Crider)
- Ray Wise - Dr. Aaron Stripler
- Esteban Powell - Mitch
- Reed Frerichs - Skye
- Chad Cox - Zane
- Joe Marchman - Brennan
- Phil Hayes - Greg Reed (ca Phillip Maurice Hayes)
- Danette McMahon - Emma Barnum
- Barry Berfield - Paramedic #1

## Coloana sonoră
Muzica filmului a fost compusă de Jerry Goldsmith. Salva personal a dorit ca Goldsmith să creeze coloana sonoră deoarece a declarat că este "un admirator înrăit" al muncii compozitoului.

## Producție
Locurile de filmare au fost în jurul suburbiilor din Houston, San Antonio și Austin, Texas. A fost produs de Caravan Pictures, Roger Birnbaum Productions, Daniel Grodnik Productions și Hollywood Pictures și distribuit de Buena Vista Pictures.

## Primire
Filmul a avut un succes financiar, dar recenziile critice au fost împărțite, iar lansarea filmului s-a impus cu controverse din cauza condamnării prealabile a lui Salva pentru abuz sexual asupra copiilor.
Copilul fulgerului a avut  recenzii în general mixte de la critici. Pe Rotten Tomatoes are o evaluare de 50% pe baza a 20 de recenzii, cu un rating mediu de 5,2/10.
Caryn James de la The New York Times a descris filmul drept „letal de plictisitor”,  umorul sec al lui Goldblum oferind singurele momente tolerabile ale filmului. "Acest film intens auto-important nu are nicio idee cât de absurd și de neconvingător este."
Leonard Maltin a scris în ghidul său de film (Leonard Maltin's Movie Guide) că filmul este „serios, dar nu adaugă prea multe”. Roger Ebert a dat filmului 2 stele dintr-un posibil de 4 stele. Ebert a criticat numeroasele găuri ale complotului, precum și machiajul lui Flanery, care pare a fi mai mult un mim decât un albinos. El a scris: "Copilul fulgerului are toate elementele unei fantezii de succes și nicio perspectivă. Este un film în care ideile intrigante se află acolo pe ecran, amestecate haotic și neduse până la capăt. Nu a fost acordată suficientă atenție adevărului care stă la baza personajelor, ceea ce a dus la căderea filmului. Toți sunt simpli pioni pentru trucurile complotului."

### Controverse
Producția filmului realizat de Disney a dus la o controversă în privința alegerii scenaristului-regizorului Victor Salva, care a fost condamnat pentru molestarea unui actor copil de 12 ani în timpul producției filmului său anterior, Clownhouse (1988). El a fost condamnat la trei ani de închisoare și eliberat după 15 luni. Oficialii Disney au raportat că au aflat despre faptele lui Salva doar după ce a început producția filmului Copilul fulgerului și au subliniat că nu au fost minori pe platoul de filmare. Când filmul a fost lansat, victima, Nathan Forrest Winters, a apărut din nou în încercarea de a-i determina pe alții să boicoteze filmul pentru a protesta față de  angajarea lui Salva de către Disney.
În 2015 la The Joe Rogan Experience, actorul de comedie Barry Crimmins a criticat scenariul filmului pentru că a implicat ideea că un copil are putere asupra unui adult, reprezentând o apărare voalată sau alegorică a trecutului lui Salva ca infractor sexual.

## Legături externe
- Copilul fulgerului - Powder la Internet Movie Database
- Copilul fulgerului - Powder la Allmovie
- Copilul fulgerului - Powder la Rotten Tomatoes
- Copilul fulgerului - Powder la Box Office Mojo
- Copilul fulgerului - Powder la TCM Movie Database